# Планегг
Планегг (нім. Planegg) — громада в Німеччині, розташована в землі Баварія. Підпорядковується адміністративному округу Верхня Баварія. Входить до складу району Мюнхен.
Площа — 10,68 км2. Населення становить 11 002 ос. (станом на 31 грудня 2020).